# USS Galena
El USS Galena fue un buque blindado con casco de madera construido para la Armada de los Estados Unidos durante la Guerra de Secesión. El buque fue asignado inicialmente al Escuadrón de Bloqueo del Atlántico Norte y apoyó a las fuerzas de la Unión durante la Campaña de la Península en 1862. Fue dañado durante la batalla de Drewry's Bluff porque su blindaje era demasiado delgado para evitar que los proyectiles de los confederados penetraran. Ampliamente considerado como un fracaso, el Galena fue reconstruido sin la mayor parte de su blindaje en 1863 y transferido al Escuadrón de Bloqueo del Golfo Oeste en 1864. El barco participó en la batalla de la bahía de Mobile y el posterior asedio de Fort Morgan en agosto. Fue transferido brevemente al Escuadrón de Bloqueo del Golfo Este en setiembre antes de ser enviado a Filadelfia, Pensilvania para su reparación en noviembre.
Las reparaciones se completaron en marzo de 1865 y el USS Galena se reincorporó al Escuadrón de Bloqueo del Atlántico Norte en Hampton Roads al mes siguiente. Después del final de la guerra, el barco fue puesto en reserva en Portsmouth, Nuevo Hampshire, en junio. Fue transferido a Hampton Roads en 1869, dado de baja en 1870 y desguazado en 1872.

## Antecedentes
Después de que Estados Unidos se enteró de la construcción del cañonero blindado CSS Virginia, el Congreso consignó 1,5 millones de dólares el 3 de agosto para construir uno o más buques de vapor blindados. También ordenó la creación de una junta para investigar sobre los barcos blindados. El 7 de agosto, la Armada de los Estados Unidos anunció propuestas para "buques de vapor de guerra acorazados" y Gideon Welles, el Secretario de la Marina, nombró a los tres miembros de la Ironclad Board al día siguiente. Su tarea era "examinar los planes para la finalización de los buques acorazados".
Mucho antes de esta fecha, Cornelius Bushnell había comisionado un diseño para una balandra blindada al arquitecto naval Samuel H. Pook en junio por $1,500 anticipando una orden de la Armada de la Unión para contrarrestar el acorazado confederado que ya se sabía que se estaba construyendo. Bushnell esperaba ese pedido porque su oferta, a un costo más alto, para construir la cañonera de vapor de clase Unadilla USS Owasco ya había sido aceptada siempre y cuando subcontratara la construcción a Charles Mallory & Sons Shipyard de Mystic, Connecticut. A cambio, la Armada preguntó si Bushnell podía dar un precio por un cañonero blindado. El 20 de julio, al día siguiente de la presentación en el Senado de un proyecto de ley para autorizar la construcción de varios buques blindados, pudo y subcontrató la construcción de su diseño a Maxon, Fish & Co, también de Mystic. La construcción del casco de madera del Galena comenzó dos días después.
La Ironclad Board aceptó inicialmente dos de los dieciséis diseños presentados a principios de setiembre, la fragata blindada que se convirtió en el diseño del USS New Ironsides y el diseño de Bushnell. La junta requería una garantía de Bushnell de que su barco flotaría a pesar del peso de su blindaje y necesitaba que su diseño fuera revisado por un constructor naval con ese fin. Cornelius H. DeLamater recomendó que Bushnell consultara con su amigo John Ericsson. Los dos se reunieron por primera vez el 9 de setiembre y de nuevo al día siguiente, después de que Ericsson tuviera tiempo para evaluar el diseño del Galena y dar su garantía. Durante este segundo encuentro, Ericsson mostró a Bushnell su propio diseño, el futuro USS Monitor. Bushnell obtuvo el permiso de Ericsson para mostrar el modelo de su diseño a Welles y éste le dijo a Bushnell que se lo mostrara a la junta. A pesar de un rechazo preliminar, la junta aceptó la propuesta de Ericsson el 16 de setiembre, después de haber explicado su diseño en persona el día anterior.
Los tres buques acorazados diferían sustancialmente en su diseño y grado de riesgo. El Monitor fue el diseño más innovador gracias a su bajo francobordo, su casco de hierro de calado poco profundo y su total dependencia de la energía del vapor. El elemento más arriesgado de su diseño fue su torreta giratoria, algo que no había sido probado previamente por ninguna armada. La garantía de Ericsson de entrega en 100 días resultó ser decisiva para elegir su diseño a pesar del riesgo que implicaba. La característica más novedosa del Galena con casco de madera fue su blindaje de rieles de hierro entrelazados. El New Ironsides estaba muy influenciado por el ironclad Gloire francés y era el diseño más conservador de los tres, que copiaba muchas de las características del buque francés.

## Diseño y descripción
El diseño original del Galena, fechado el 28 de junio, era el de una corbeta de tres mástiles con aparejo de goleta, con una longitud de 49,4 m en la línea de flotación, una manga de 9,8 m, un gálibo interno de 3,3 m y un desplazamiento estimado de 810 t. Los lados de su casco estaban protegidos por planchas de hierro forjado de 64 mm de espesor, que se apoyaban sobre una capa de caucho de 38 mm de espesor encima del casco de 460 mm de espesor. La cubierta blindada del buque tenía un espesor de 32 mm. Se envió un diseño revisado a la Ironclad Board, el cual obtuvo un contrato el 28 de setiembre, en el cual se agrandó la balandra, probablemente porque se dudaba si el diseño original podía soportar el peso del blindaje propuesto.
Una vez construido, el USS Galena tenía una longitud entre perpendiculares de 54,9 m y una eslora de 64 m. Su manga era de 11 m, su gálibo interno era de 3,9 m y su calado era de 3,4 m. Su desplazamiento era de 970 t y pesaba 738 t. El número de mástiles se redujo a dos y la cantidad de entradas de obras muertas se incrementó. Su tripulación era de 150 hombres, entre oficiales y marineros. En su único viaje de altamar con su configuración original, el Galena cabeceaba fuertemente.
Mientras era construido, se le modificó el esquema de blindaje. La capa de caucho fue reemplazada por planchas de hierro forjado de 16 mm de espesor, aunque el Comodoro Joseph Smith (jefe del Buró de Astilleros y Muelles) y Pook tenían dudas sobre si el barco podría sostener ese peso. Se propusieron varias alternativas para reducir el peso. Una de ellas era reducir el espesor del blindaje a 12,7 mm en una distancia de 6,1 m desde la proa hacia la popa, mientras que la otra era reducir el espesor del blindaje encima de los puntales de las portas a 51 mm y que el espesor del blindaje de la cubierta sea de 12,7 mm sobre 75 mm de madera. Se desconoce cómo se resolvió la situación, pero un informe del 31 de marzo de 1862 sugiere que las dos propuestas se combinaron, ya que dice que el blindaje tenía un espesor de 51 mm sobre las portas de los cañones, excepto alrededor de la popa, donde era de 12,7 mm de espesor.
El USS Galena era propulsado por una máquina de vapor de palanca vibratoria Ericsson de un solo cilindro horizontal, que movía la hélice. La máquina de 600 kW empleaba el vapor generado por dos calderas y le daba al barco una velocidad máxima de 8 nudos (15 km/h). Tenía un diámetro de 1.219 mm y una carrera de 914 mm. Durante su travesía a Hampton Roads después de ser asignado, el buque alcanzó una velocidad de 7-8 nudos (13-15 km/h) usando sus velas.
Su armamento eran dos cañones Parrott de 100 libras (163 mm) y ánima estriada montados sobre afustes pivotantes en proa y popa, además de cuatro cañones Dahlgren de 230 mm y ánima lisa. Cada cañón Dahlgren pesaba aproximadamente 4.100 kg. Podían disparar un obús de 32-41 kg a una distancia de 3.150 m, con una elevación de 15°. Los cañones Parrott de avancarga y ánima estriada disparaban un obús de 32-45,4 kg y tenían un alcance máximo de aproximadamente 2.060 m. Cada uno pesaba alrededor de 4.400 kg.

## Historial de combate
La quilla del USS Galena fue puesta en grada por Maxson, Fish & Co. en 1861, siendo lanzado el 14 de febrero de 1862. El barco fue asigndo el 21 de abril de 1862, al mando del Comandante Alfred Taylor. Arribó a Hampton Roads el 24 de abril, después de haber padecido varias averías de su máquina de vapor durante su travesía, siendo asignado al Abanderado Louis Malesherbes Goldsborough del Escuadrón de Bloqueo del Atlántico Norte. El Comandante John Rodgers relevó a Taylor el mismo día. Cuando Goldsborough inspeccionó el buque al poco tiempo de su arribo, ordenó que sus vergas fuesen cortadas y que las tuercas en el interior del casco sean cubiertas con chapa de hierro para prevenir que se suelten cuando el buque reciba disparos.
El USS Galena estuvo listo para combatir el 4 de mayo de 1862. El 7 de mayo, el cañonero blindado confederado CSS Virginia incursionó en las aguas de Hampton Roads, pero no realizó ningún ataque. El 8 de mayo el USS Galena, junto a los cañoneros USS Port Royal y USS Aroostook, zarparon subiendo el río James con órdenes de cooperar con el ejército del Mayor general George Brinton McClellan en la Campaña de la Península y acosar a las tropas confederadas en retirada. Los buques silenciaron una batería de artillería y pasaron junto a otra que cubría el río sin recibir daños, antes que el Galena encallase. No estaba dañado, pero precisó un día y medio para poder desencallarlo. Los buques de Rodgers fueron reforzados por los blindados USS Monitor y USRC Naugatuck el 12 de mayo y arribaron a City Point al día siguiente.

### Batalla de Drewry's Bluff

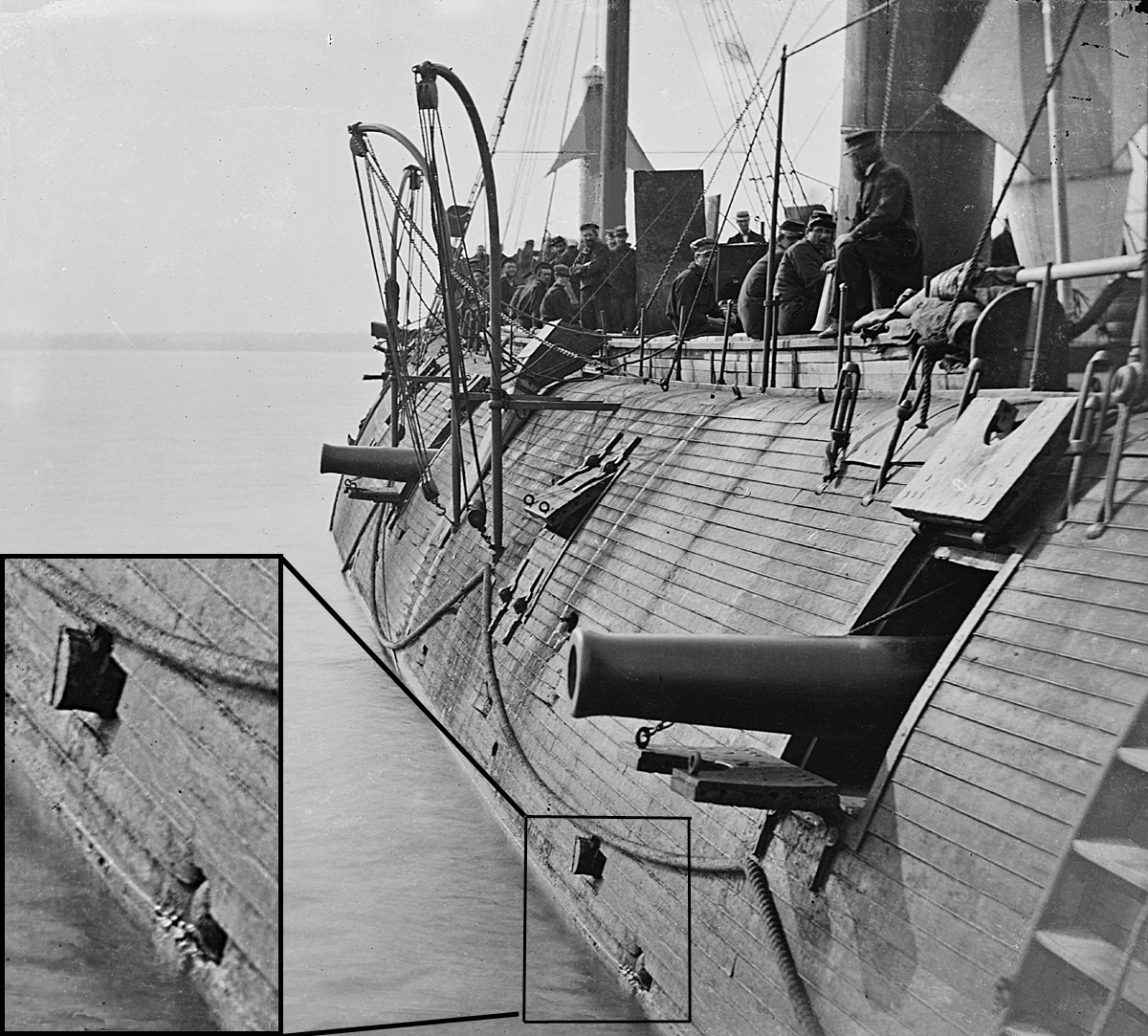
El USS Galena con algunos daños en su casco, 15 de mayo de 1862.

En la mañana del 15 de mayo de 1862, el USS Galena encabezó el escuadrón en dirección a Drewry's Bluff, a unos 13 km de Richmond, donde los confederados habían bloqueado el río y emplazado una batería de artillería sobre el acantilado de 27 m de altura para cubrir los obstáculos. El USS Galena echó anclas a unos 550 m del acantilado y abrió fuego a las 07:45, mientras que los buques con casco de madera se quedaron río abajo. El USS Monitor también intentó abrir fuego contra la batería, pero los cañones de su torreta no podían elevarse lo suficiente para alcanzarla. El USS Galena atacó la posición confederada por más de tres horas, hasta casi agotar sus municiones. Los disparos de sus cañones fueron mayormente ineficaces, aunque sus obuses mataron a siete e hirieron a ocho hombres de la batería. En cambio, el buque recibió un estimado de 44 impactos a babor, de los cuales 13 obuses perforaron su blindaje y tenía tres grandes agujeros que atravesaban su cubierta inferior. Las bajas de su tripulación fueron 13 muertos y 11 heridos. En una carta dirigida a su esposa, Rodgers dijo que "sus lados parecían haber sido atacados por la viruela". Dos marineros y un infante de marina del USS Galena fueron condecorados con la Medalla de Honor por sus acciones durante la batalla: el fogonero Charles Kenyon, el navegante Jeremiah Regan y el cabo John Freeman Mackie. Mackie fue el primer miembro del Cuerpo de Marines de los Estados Unidos en recibir esta medalla.
El USS Galena se quedó en el río James después de la batalla y volvió a City Point. Bombardeó a soldados confederados a lo largo de las orillas del río y bombardeó City Point para cubrir a una fuerza de desembarco que incendió los almacenes. El 27 de junio de 1862, el Mayor general McClellan se embarcó en el buque para ubicar un nuevo campamento, que más tarde sería instalado cerca de Harrison's Landing. El 30 de junio, McClellan fue obligado a retirarse río abajo, siendo cubierto por la artillería del USS Galena y los demás cañoneros. Estos continuaron apoyando a sus tropas hasta que fueron transferidos al norte de Virginia. El USS Galena patrulló el río para defender los barcos de transporte y abastecimiento contra incursiones y emboscadas confederadas, hasta que fue separado de la Flotilla del río James en setiembre de 1862. El USS Galena y el USS Monitor fueron retenidos en Newport News, Virginia, en caso de que los blindados confederados construidos en Richmond incursionasen en las aguas de Hampton Roads.
El USS Galena zarpó de Hampton Roads el 19 de mayo de 1863 y arribó a Filadelfia, Pennsilvania, dos días después, donde fue puesto en reserva para ser reparado y reconstruido. Se le retiró la mayor parte de su ineficaz blindaje, excepto alrededor de las calderas y la máquina de vapor; su armamento se incrementó a ocho cañones Dahlgren de 230 mm y un solo cañón Parrott de 100 libras, siendo reconstruido como una balandra de tres mástiles.
Reasigado el 15 de febrero de 1864, el USS Galena, ahora al mando del Teniente Coronel Clark Henry Wells, zarpó el 18 de febrero hacia el Golfo de México para unirse al Escuadrón de Bloqueo del Golfo Oeste. El barco quedó atrapado en el hielo en New Castle, Delaware, hasta que fue remolcado a mar abierto por un trineo de vela y obligado a volver al puerto para ser reparado. Zarpó de Norfolk el 10 de mayo y arribó a Pensacola el 20 de mayo para tareas de bloqueo cerca de Mobile, Alabama, durante las cuales bombardeó el Fuerte Morgan y abrió fuego contra varios barcos contrabandistas que intentaban evadir el bloqueo.

### Batalla de la bahía de Mobile

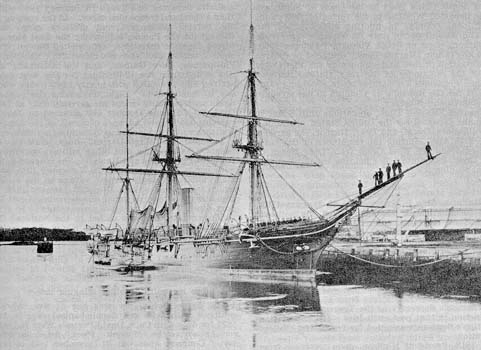
El USS Galena fue reaparejado como una balandra con casco de madera en 1864.

El Contraalmirante David Farragut, comandante del Escuadrón de Bloqueo del Golfo Oeste, dividió sus buques en dos filas. Los cuatro monitores formarían la fila de estribor, más cercana a Fuerte Morgan, cuya misión era bombardear el fuerte mientras los buques con casco de madera de la otra fila pasarían, para hundir al espolón blindado CSS Tennessee. Una vez rebasado el fuerte, los buques con casco de madera evitarían el escape de los cañoneros confederados con casco de madera a Mobile. Para asegurarse que sus buques de madera pudiesen rebasar Fuerte Morgan, Farragut ordenó que fuesen atados en parejas, por lo que un buque podía remolcar a otro en caso de que los confederados lograran averiar sus calderas o máquinas de vapor.
El USS Galena fue atado a babor de la balandra más grande USS Oneida, siendo la pareja los últimos buques de la fila de babor al inicio de la batalla en la mañana del 5 de agosto de 1864. Mientras rebasaba el fuerte, el impacto de un obús averió la caldera de estribor del USS Oneida y su tripulación intentaba redirigir el vapor a las dos máquinas mientras era atacado por el CSS Tennessee desde una distancia de 180 m. El espolón blindado solo pudo realizar tres disparos, que causaron pocos daños. El USS Galena recibió seis impactos mientras rebasaba el fuerte y tuvo pocos daños, aunque su aparejo fue cortado casi por completo. Dos de sus tripulantes fueron heridos y uno murió a causa de las heridas. Cuatro marineros del USS Galena fueron condecorados con la Medalla de Honor por sus acciones durante la batalla: el marinero William Gardner, el navegante Thomas Jordan, el navegante Edward S. Martin y el contramaestre Edward B. Young.
El USS Galena bombardeó intermitentemente el Fuerte Morgan hasta que se rindió el 23 de agosto y zarpó de la bahía de Mobile el 31 de agosto para servir temporalmente como parte del Escuadrón de Bloqueo del Golfo Este en Key West, Florida. La transferencia se hizo permanente el 24 de setiembre y al mes siguiente se le ordenó zarpar al Astillero Naval de Filadelfia para reparaciones. El buque no arribaría hasta el 4 de noviembre y las reparaciones no empezaron hasta el 22 de noviembre. El USS Galena fue reasignado el 29 de marzo de 1865, siendo destinado al Escuadrón de Bloqueo del Atlántico Norte. Arribó a Newport News el 2 de abril, donde patrulló la boca del río Nansemond y el río James hasta su zarpe el 6 de junio hacia Portsmouth, Nuevo Hampshire.
Allí, el USS Galena fue puesto en reserva el 17 de junio de 1865, hasta que fue reasignado el 9 de abril de 1869 para ser transferido de vuelta a Hampton Roads, donde nuevamente fue puesto en reserva el 2 de junio. Dado de baja en 1870, el USS Galena fue desmantelado en 1872 en el Astillero Naval de Norfolk.